# Куп европских шампиона 1957/58.
Треће такмичење Лиге шампиона одржано је у сезони 1957/58. Учествовала су 24 клуба (23 национална првака и Реал Мадрид као прошлогодишњи победник). 
Систем такмичења је био исти као и у претходној сезони. Играло се по двокружном куп систему. Бољи из два сусрета иде даље. Код нерешеног резултата у два сусрета играла се трећа утакмица. У финалу се играла једна утакмица на терену који је одређен пре почетка такмичења.
Финални меч је одигран 28. маја 1958. на стадиону Хејсел у Бриселу.
Клубови Реал Мадрид, Ројал Антверпен, Норћепинг, Ајакс, Дукла Праг, Борусија Дортмунд, Јанг бојс, ККА Букурешт су се директно пласирали у осмину финала, а осталих 16 клубова су морали играти клалификције.
Лигу је освојио Реал Мадрид, који су у финалу победили Милан са 3:2 после 2:2 на крају регуларног времена. Ово је Реал Мадриду била трећа титула у низу. Сезона ће у историји фудбала бити обележена по авионској несрећи у Минхену, када је осам играча Манчестер јунајтеда погинуло на путу кући из Београда, после 3:3 у четвртфиналу реванш меча са Црвеном звездом из Београда.

## Резултати

### Квалификације
| Екипа 1        | Рез. | Екипа 2                | 1 утакмица | 2 утакмица | 3 утакмица |
| -------------- | ---- | ---------------------- | ---------- | ---------- | ---------- |
| ЦДНА Софија    | 3:7  | Вашаш                  | 2:1        | 1:6        |            |
| Ренџерс        | 4:3  | Сент Етјен             | 3:1        | 1:2        |            |
| Диделанж       | 1:14 | Црвена звезда          | 0:5        | 1:9        |            |
| Орхус          | 3:0  | Гленавон               | 0:0        | 3:0        |            |
| Гвардија       | 4:41 | Висмут Карл Маркс Штат | 3:1        | 1:3        | 1:1        |
| Севиља         | 3:1  | Бенфика                | 3:1        | 0:0        |            |
| Милан          | 6:6  | Рапид                  | 4:1        | 2:5        | 4:2        |
| Шамрок роверси | 2:9  | Манчестер јунајтед     | 0:6        | 2:3        |            |

1 Wismut Karl Marx Stadt се пласирао бацањем новчића.

## Осмина финала
| Екипа 1                | Рез. | Екипа 2         | 1 утакмица | 2 утакмица | 3 утакмица |
| ---------------------- | ---- | --------------- | ---------- | ---------- | ---------- |
| Ројал Антверпен        | 1:8  | Реал Мадрид     | 1:2        | 0:6        |            |
| Норћепинг              | 3:4  | Црвена звезда   | 2:2        | 1:2        |            |
| Севиља                 | 4:2  | Орхус           | 4:0        | 0:2        |            |
| Ренџерс                | 3:0  | Милан           | 0:0        | 3:0        |            |
| Висмут Карл Маркс Штат | 1:4  | Ајакс           | 1:3        | 0:1        |            |
| Јанг бојс              | 2:3  | Вашаш           | 1:1        | 1:2        |            |
| Манчестер јунајтед     | 3:1  | Дукла Праг      | 3:0        | 0:1        |            |
| Борусија Дортминд      | 5:5  | Стеауа Букурешт | 3:1        | 2:4        | 3:1        |

## Четвртфинале
| Екипа 1            | Рез. | Екипа 2       | 1 утакмица | 2 утакмица |
| ------------------ | ---- | ------------- | ---------- | ---------- |
| Реал Мадрид        | 10:2 | Севиља        | 8:0        | 2:2        |
| Ајакс              | 2:6  | Вашаш         | 2:2        | 0:4        |
| Манчестер јунајтед | 5:4  | Црвена звезда | 2:1        | 3:3        |
| Борусија Дортминд  | 2:5  | Милан         | 1:1        | 1:4        |

## Полуфинале
| Екипа 1            | Рез. | Екипа 2 | 1 утакмица | 2 утакмица |
| ------------------ | ---- | ------- | ---------- | ---------- |
| Реал Мадрид        | 4:2  | Вашаш   | 4:0        | 0:2        |
| Манчестер јунајтед | 2:5  | Милан   | 2:1        | 0:4        |

## Финале
| Реал Мадрид                             | 3 – 2 (прод) | Милан                     |
| --------------------------------------- | ------------ | ------------------------- |
| Ди Стефано 74’ · Ријал 79’ · Хенто 107’ |              | Скијафино 59’ · Гриљо 77’ |

| РЕАЛ МАДРИД:   |    |                    |
|                |    |                    |
| Г              | 1  | Хуан Алонсо (к)    |
| О              | 2  | Ангел Атенца       |
| О              | 3  | / Хуан Сантамарија |
| О              | 4  | Рафаел Лесмес      |
| О              | 5  | Хуан Себастијан    |
| С              | 6  | Хосе Марија Зарага |
| С              | 7  | Рејмонд Копа       |
| С              | 8  | Хоселито           |
| С              | 9  | Алфредо Ди Стефано |
| Н              | 10 | Ектор Ријал        |
| Н              | 11 | Франсиско Хенто    |
| Тренер:        |    |                    |
| Luis Carniglia |    |                    |

| МИЛАН:       |    |                          |
|              |    |                          |
| Г            | 1  | Нарчисио Солдан          |
| О            | 2  | Алфио Фонтана            |
| О            | 3  | Чезаре Малдини           |
| О            | 4  | Ерос Бералдо             |
| О            | 5  | Маруио Бергмаски         |
| С            | 6  | Луиђи Радиче             |
| С            | 7  | Ђанкарло Данова          |
| С            | 8  | Нилс Линдхолм (к)        |
| С            | 9  | / Хуан Алберто Скијафино |
| Н            | 10 | Ернесто Гриљо            |
| Н            | 11 | Ернесто Кучијарони       |
| Тренер:      |    |                          |
| Ђузепе Виани |    |                          |

| Првак 1957/58               |
| --------------------------- |
|                             |
| ФК Реал Мадрид Трећа титула |